# Hedvábný řetěz
Hedvábný řetěz je společenský román českého spisovatele Zdeňka Hanky. Příběh pojednává o černošské dívce Naemy, vyrůstající v české adoptivní rodině. Román je oslavou dětské bezprostřednosti. Vyjadřuje problémy spojené se začleňováním dítěte do majoritního, předsudky ovlivněného kolektivu a konfrontuje je se světem dospělých. Román vyšel v nakladatelství Mezera v roce 2010.

## Děj
Manželé Ivo a Renata Znamenáčkovi nemohou mít vlastní děti. Proto se rozhodnou pro adopci malé Naemy, černošské dívky, která vyrůstala v dětském domově. Naema získává rodinné zázemí a postupně si zvyká na nové rodiče, musí však také čelit problémům ve škole, kde jí skupina starších spolužáků ubližuje. Mezi agresory patří Alan Sirý, syn vlivného podnikatele. Naema chodí ze školy zamlklá, její školní pomůcky jsou poškozené. Když si Ivo všimne, že má Naema vytržený chomáč vlasů, rozhodne se vzniklou situaci řešit. Dostává se tak spolu s Renatou do opozice vůči Alanovu otci, který svého syna hájí. Pan Sirý zahájí sérii intrik. Nejdříve se snaží krýt chování svého syna ve škole. Později začne Iva společensky znemožňovat anonymními a lživými dopisy adresovanými na odbor sociální péče a do zaměstnání. Paní Sirá pracuje ve stejné firmě jako Renata. Nemá tušení o rozsahu nečestného jednání svého manžela. Renata se s ní denně musí setkávat. Znamenáčkovi tak zažívají nejednu těžkou chvíli. Jsou nuceni se obhajovat a bojovat o svou vytouženou dceru, které ve skutečnosti poskytují ideální domov. Pan Sirý dosáhne ve svém postupu vrcholu tím, že na základě jeho dopisů je Ivo Znamenáček propuštěn ze zaměstnání.

## Idea
Román poukazuje na problém otevřených projevů rasové nesnášenlivosti a cíleného pronásledování. Dále kritizuje negativní vlastnosti jednotlivce, pomstychtivost a zákeřnost. Především však vyzdvihuje lásku, odhodlání nevzdávat se a jít za stanoveným cílem.

## Hlavní postavy
- Naema – černošská dívka, která je adoptována českými rodiči;
- Renata Znamenáčková - adoptivní matka Naemy; zaměstnaná ve firmě Mahagon;
- Ivo Znamenáček - adoptivní otec Naemy; laborant;
- Pan Sirý - vlivný podnikatel;
- Alan Sirý - syn pana Sirého, jeden z agresorů šikanujících Naemu;
- Paní Sirá - manželka pana Sirého; zaměstnaná ve firmě Mahagon.